# 房裡交流道
24°25′59″N 120°37′57″E / 24.433135°N 120.632519°E
房裡交流道是台61線快速公路的交流道，位於苗栗縣苑裡鎮房裡，指標為130k。
2000年12月22日，房裡至線西路段通車，房裡至大甲溪橋路段主線為平面道路，故房裡交流道初期為平面路口匝道。2007年2月5日，房裡至通霄一路段通車。2018年3月31日，台61線房裡至大甲溪橋主線高架化工程通車，房裡交流道正式改為半套鑽石型交流道。
|             | 130 房裡 |  | 苑裡 |
| 房裡 後壁寮 | 130 房裡 |  |      |

## 後續計劃

### 增設北出及南入匝道
因台61線僅設置南出及北入匝道，造成北上要往苑裡地區車輛，若未提前在大甲交流道下匝道，就得續行至通霄一交流道，再經由平面道路繞回苑裡，須多繞行約16公里；從苑裡南下也必須繞行至大甲才能續行台61線南下。對此，時任交通部長林佳龍允諾將規劃在大甲區境內設置北出及南入匝道。

## 外部連結
- 台61線房裡交流道示意圖 （页面存档备份，存于）（交通部公路總局）